# Pseudasphondylia diospyri
Pseudasphondylia diospyri är en tvåvingeart som beskrevs av Mo och Xu 1999. Pseudasphondylia diospyri ingår i släktet Pseudasphondylia och familjen gallmyggor. Inga underarter finns listade i Catalogue of Life.